# میکائیل اکرفلت
لارس میکائیل اکرفلت (سوئدی: Lars Mikael Åkerfeldt؛ زادهٔ ۱۷ آوریل ۱۹۷۴) موسیقی‌دان سوئدی است. او بیشتر به عنوان خواننده اصلی، گیتاریست و ترانه‌سرای اصلی گروه موسیقی پراگرسیو متال اپث شناخته می‌شود و پیش از پیوستن به اپث در سن ۱۴ سالگی به عنوان خواننده گروه دث متال Eruption که خودش تشکیل داده بود فعالیت می‌کرد.
وی علاوه بر اپث که عمده شهرتش را از آن بدست آورد، خوانندگی گروه دث متال بلودبث را نیز تا سال ۲۰۱۲ عهده‌دار بود، همچنین در گروه Sörskogen به عنوان گیتاریست و خواننده و در گروه Steel نیز به عنوان گیتاریست حضور داشت. وی یک پروژه مشترک نیز با استیون ویلسون، خواننده و آهنگساز گروه پورکیوپاین تری، با نام Storm Corrosion دارد.
اکرفلت به دلیل نوع ترانه‌سرایی آهنگهایش که عمدتاً تحت تأثیر پراگرسیو راک قرار دارند نیز شناخته می‌شود و در خواندن ترانه‌ها از هر دو نوع خوانندگی معمولی و خوانندگی دث متال استفاده می‌کند. او گاهی در کنسرت‌ها بمانند استندآپ کمدین حضار را می‌خنداند و در فواصل اجرای آهنگ‌ها؛ حکایتهای طنزآمیز نیز می‌گوید.
او در کتاب صد گیتاریست بزرگ متال جایگاه نهم را دارد، همچنین مجله Guitar World وی را در جایگاه ۴۲اُم در میان صد گیتارست برتر هوی متال گنجاند.

## زندگی شخصی
در ۱۵ اوت ۲۰۰۳، اکرفلت با دوست‌دختر دیرینه‌اش، آنا، ازدواج کرد. در سال ۲۰۰۴، آنا اولین دخترشان، ملیندا، را به دنیا آورد. این زوج در سال ۲۰۰۷ صاحب دومین دخترشان، میریام، شدند. میریام در قطعه نخست آلبوم اُپث در سال ۲۰۲۴ به نام واپسین وصیت‌نامه بخش گفتار اجرا کرده است. در سال ۲۰۱۶، اکرفلت در مصاحبه‌ای اعلام کرد که طلاق گرفته است.
اکرفلت با استیون ویلسون، رهبر گروه موردعلاقه‌اش پورکیوپاین تری، که تهیه‌کننده آلبوم‌های پارک بلک‌واتر، نجات و نفرین‌شدگی اُپث بود، دوست است. او همچنین با مایک پورتنوی، درامر دریم تیتر (که در موزیک‌ویدئوی «Wither» حضور داشت) و یوناس رنکسه از کاتاتونیا رفاقت دارد. گفته می‌شود شخصیت توکی وارتوث در کارتون محبوب متالوکالیپس بر اساس اکرفلت ساخته شده، همان‌طور که در مصاحبه‌ای با آلتیمیت گیتار فاش شد. اکرفلت به هیچ دینی پایبند نیست و خود را آتئیست می‌داند.